# Wells Fargo Center (Philadelphia)
Wells Fargo Center este o arenă multifuncțională situată în Philadelphia, Pennsylvania. Acesta servește drept locul unde joacă meciurile de pe teren propriu echipele Philadelphia Flyers din NHL, Philadelphia 76ers din NBA și Philadelphia Wings din NLL. Arena se află în partea de sud-vest a South Philadelphia Sports Complex, care include Lincoln Financial Field, Citizens Bank Park și Xfinity Live!.
Wells Fargo Center, numit inițial Spectrum II, a fost finalizat în 1996 pentru a înlocui Spectrum, pe fostul loc unde se afla Stadionului John F. Kennedy, la un cost de 210 milioane de dolari, finanțat în mare parte din fonduri private (deși orașul și statul au ajutat la plata infrastructurii locale). Este deținut de Comcast Spectacor, care deține și echipa de hochei Flyers și este operat de filiala sa de management a arenei, Global Spectrum. De la deschidere, a fost cunoscut sub o serie de nume diferite prin acorduri cu drepturi de denumire și fuziuni bancare: CoreStates Center din 1996 până în 1998, First Union Center din 1998 până în 2003 și Wachovia Center din 2003 până în 2010. Din 2010, drepturile de denumire au fost deținute de compania de servicii financiare Wells Fargo, după fuziunea lor cu Wachovia.
Pe lângă găzduirea meciurilor de pe teren propriu pentru principalii săi chiriași, pe această arenă s-au mai desfășurat o serie de alte evenimente atletice notabile, finala Cupei Stanley din 2010, meciuri din finala NBA din 2001 și diverse evenimente pentru NCAA. Wells Fargo Center a găzduit două convenții politice, găzduind Convenția Națională Republicană din 2000 și Convenția Națională Democrată din 2016. Arena este un loc obișnuit pentru concerte și evenimente WWE. Arena are o capacitate de 21.000 de locuri pentru concerte și cel puțin 21.500 în picioare.